# Johan Gustaf Liljegren

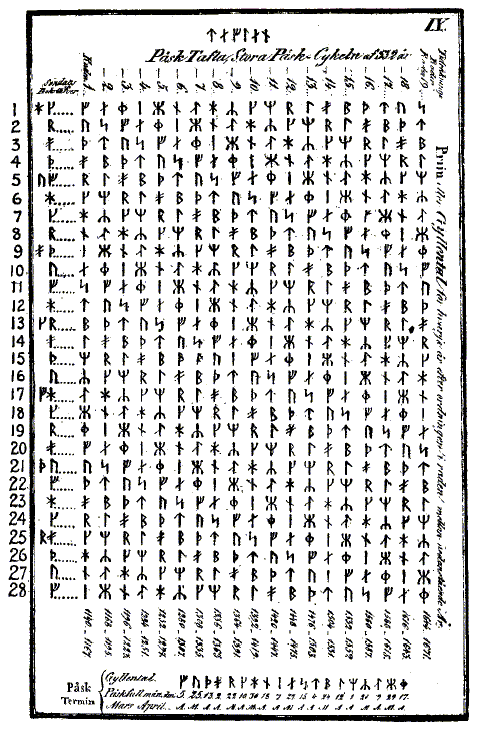
Påsktavla ur Liljegrens Runlära

Johan Gustaf Liljegren, född 27 februari 1791 i Fryele socken, Småland, död 2 juni 1837 i Stockholm, var en svensk riksarkivarie, riksantikvarie och fornforskare.

## Biografi
Efter skolgång i Växjö (1803) skrevs han in vid Lunds universitet (1811) där han blev filosofie magister 1814, docent i fäderneslandets antikviteter 1815. Extra ordinarie amanuens i Kungliga biblioteket 1818. Erhöll professors titel 1819, amanuens i Kungliga Vitterhets Historie och Antikvitets Akademien 1821, aktuarie i Riksarkivet 1823, tillförordnad riksantikvarie 1826, samtidigt "garde des médailles" och sekreterare i Kungliga Vitterhets Historie och Antikvitets Akademien. Ledamot av Manhemsförbundet 1817, Götiska förbundet 1821, av Kungliga Samfundet för utgivande av handskrifter rörande Skandinaviens historia 1826, Svea Orden 1828. Tillförordnad sekreterare i Riksarkivet 1829, Riksbankens garde des médailles 1832, kansliråds titel 1834 och riksarkivarie 1835.
Han publicerade 1829 det första bandet i serien Diplomatarium Suecanum (Svenskt Diplomatarium). Bland hans övriga ganska okritiska skrifter märks Nordiska formlemningar (2 band, 1819-23 tillsammans med Carl Georg Brunius) och 1833 handboken Run-urkunder, som är en samlad översikt över alla kända nordiska runinskrifter, och som fortfarande fungerar som praktisk uppslagsbok. År 1832 utgav han Runlära.
Den 4 maj 1824 gifte han sig med Anna Maria Engels. Paret blev barnlöst.
Utarbetad och sjuk begick han självmord genom att dränka sig i Djurgårdsbrunnsviken, i närheten av dagens Sirishov. Begravd den 9 juni 1837 på kyrkogården vid Maria Magdalena kyrka, Stockholm.
Fastän flera av Liljegrens samtida, såsom Esaias Tegnér, Erik Gustaf Geijer och Jöns Jakob Berzelius, dömde hans personlighet ganska strängt, bör man inte glömma hans goda sidor: "hans allvarliga läggning, hans redbara vilja och otroliga nit ledde likväl till framsteg, varav ännu den moderna forskargenerationen drar fördel. Att hans arbete förrättades under och trots ohälsa och svåra psykiska lidanden kan inte annat än öka vår medkänsla. Bror Emil Hildebrand hjälpte Liljegrens änka att ordna hans grav på Maria kyrkogård och satte på stenen en runinskrift, som utgjort motto i Liljegrens Run-Urkunder." Orden lyder i den översättning som Liljegren där själv har givit: "Thy månd det goda omförmäldt varda, så länge stenen varar och Runo-dragen."
Den förening av fornforskning och urkundsstudium, som kännetecknade Liljegrens gärning visade sig tidigt. Han fick tjänster hos Vitterhetsakademien, i Riksarkivet och vid Engeströmska biblioteket genom beskydd av greven, diplomaten och utrikesministern Lars von Engeström. Han hade även tjänstgjort vid Kungliga biblioteket i Stockholm, där Engeströmska samlingen finns. Efter att riksantikvarien Carl Birger Rutström hade gått bort 1826 blev Liljegren, såsom ovan nämnts, t.f. riksantikvarie och han fick fullmakt följande år. Dessutom blev han chef (sekreterare) i Riksarkivet 1829, från 1835 som riksarkivarie och därtill hade han 1934 fått kansliråds titel. I fråga om arbetet för fornminnesvården hade Liljegren även vissa förtjänster. Under 1800-talet ägnades ett allt större intresse för naturvetenskap samt för det klassiska kulturarvet, och studiet av "antikviteter" betraktades som något föråldrat. En viss nydaning i intresset skedde dock i samband med att Johan Gustaf Liljegren 1826 utnämndes till riksantikvarie. Bland annat inleddes ett organiserat inventeringsarbete, och arkeologiska utgrävningar genomfördes bland annat i Birka och Visby. 1867 inrättas också en ny fornminnesförordning, vilken slog fast att alla ingrepp på fasta fornlämningar var straffbara.

### Liljegrensvägen i Norra Ängby
Liljegrensvägen i Norra Ängby, Bromma, är uppkallad efter Johan Gustaf Liljegren (1789-1837). Namnet Liljegrensvägen tillkom 1931 och tillhör kategorin "nordisk forntid och fornforskning", eftersom Liljegren var både riksantikvarie och riksarkivarie. Han var utgivare av bland annat "Svenske Runurkunder". Även Richard Dybeck gav ut "Svenska runurkunder" (1855—1859).  

## Digitaliserade böcker
- Run-urkunder. Stockholm: Norstedt. 1833. Libris 6k2g1sf84w56r985. http://hdl.handle.net/2077/68361 (unikt exemplar som innehåller interfolierade anteckningar)